# Choquinha-de-asa-lisa
Formigueirinho-de-behn ou choquinha-de-asa-lisa (Myrmotherula behni) é uma espécie de ave da família Thamnophilidae.
Pode ser encontrada nos seguintes países: Brasil, Colômbia, Equador, Guiana Francesa, Guiana e Venezuela.
Os seus habitats naturais são: regiões subtropicais ou tropicais húmidas de alta altitude.